# 太田秋之助
太田 秋之助（おおた あきのすけ、1880年（明治13年）11月27日 - 1957年（昭和32年）6月21日）は、大正から昭和期の農業経営者、実業家、政治家。衆議院議員、福島県会議長、福島県相馬郡石神村長。

## 経歴
福島県行方郡信田沢村（石神村、相馬郡石神村信田沢、原町市を経て現南相馬市原町区信田沢）で、太田亥之助の長男として生まれる。高等小学校を卒業。1916年（大正5年）家督を相続した。
農業、家業の土木建築請負業（東北建設）を営む。福島電灯取締役、東北電気取締役、植田水力電気取締役、福電興業取締役、信用組合理事、福島県地方木材会社社長、福島県煙草耕作組合連合会副会長などを務めた。
1921年（大正10年）1月に相馬郡福浦村井田川浦（現:南相馬市）の干拓事業（185町歩開田）を完成し、1935年（昭和10年）1月、宮城県登米郡南方村迫川沿岸（現登米市）の荒地を開墾（270町歩）し、福島県耕地協会副会長を務めた。
政界では1913年（大正2年）6月、石神村会議員に選出され6期在任。同村消防組頭も務めた。1937年（昭和12年）11月、石神村長に就任し3期在任した。また、1927年（昭和2年）9月、福島県会議員に選出され5期在任し、同副議長、同議長、立憲政友会福島県支部幹事長、大政翼賛会福島県支部顧問なども務めた。
1946年（昭和21年）4月、第22回衆議院議員総選挙で福島県全県区から日本進歩党所属で出馬して当選し、その後民主党に所属し衆議院議員に1期在任した。この間、日本進歩党代議士会副会長などを務めた。その後、公職追放となった。
追放解除後、1953年（昭和28年）4月の第26回総選挙に福島県第3区から自由党公認で立候補したが次点で落選した。